# Christian Leuprecht
Christian Leuprecht (né le 28 mai 1971 à Bolzano) est un athlète italien, spécialiste du fond.

## Biographie
Christian Leuprecht remporte le titre de champion d'Europe junior en 1989 sur 10 000 m. Sur la même distance, il détient (en 2018) le record d'Europe junior en 28 min 22 s 48 réalisé à Coblence le 4 septembre 1990.